# COROT-7b

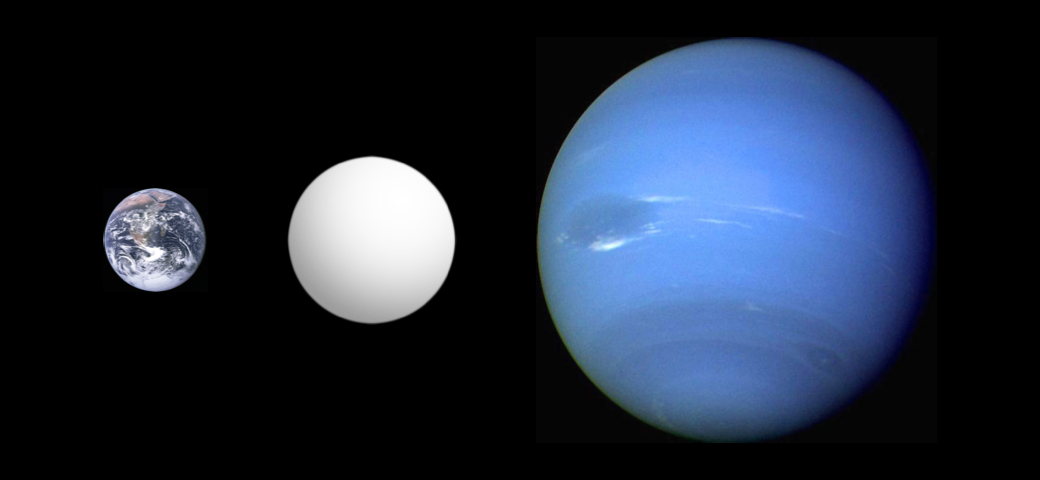
Comparação do tamanho de COROT-7b com a Terra e Netuno.

O COROT-7b (anteriormente denominado de COROT-Exo-7b) é um planeta extrassolar na órbita da estrela COROT-7 que, ao contrário dos demais planetas extrassolares já descobertos, é composto por magma e água em forma de vapor, já que a temperatura local é de cerca de 1.000 °C. Até o anúncio de Kepler-10b em 2011, era o menor planeta extrassolar já descoberto, tendo aproximadamente 1,7 vezes o diâmetro da Terra, lhe dando 4,9 vezes o volume da Terra. A distância entre o Sol e COROT-7 é de 489 anos-luz. 